# Helza Camêu
Helza Camêu (Rio de Janeiro, 28 de março de 1903 - março de 1995) foi uma compositora, pianista, musicóloga e escritora brasileira. Vencedora de competições nacionais com suas composições, trabalhou como musicóloga no Museu Nacional, preservando a música indígena e os instrumentos de catalogação. Ela também deu palestras na Escola Nacional de Música e foi indicada à Academia Brasileira de Música em 1946.

## Biografia
Cameu nasceu em 28 de março de 1903, na cidade do Rio de Janeiro. Aos sete anos, começou a aprender piano, e mais tarde estudou no Colégio Pedro II. Ela fez um teste com o compositor Alberto Nepomuceno em 1919, e foi autorizada a entrar no Instituto Nacional de Música. Nepomuceno morreu um ano depois e Cameu tornou-se aluna de João Nunes, formando-se com uma medalha de ouro em 1923. Ela continuou seus estudos em composição, aprendendo com Francisco Braga, Agnelo França e Oscar Lorenzo Fernández.
Em 1929, Cameu gravou música indígena para o Museu Nacional e se interessou em adaptar a música indígena para apresentações corais. Trabalhando com o diretor do museu, Edgar Roquette-Pinto, na transcrição de fonogramas para preservar a música indígena, ela estudou suas formas musicais. Em 1934, Cameu estreou sua primeira composição no Salão do Instituto Nacional de Música. Em 1936,ela se apresentou no Conservatório Brasileiro de Música  com Quarteto de cordas em si menor op. 12 , mais tarde inscrevendo a composição num concurso realizado pelo Departamento de Cultura de São Paulo. Sua composição ficou em segundo lugar, em 10 de maio de 1937. Ela inscreveu novamente uma obra em concurso, seu poema sinfônico Suplício por Felipe dos Santos, ganhando o primeiro lugar da Orquestra Sinfônica Brasileira  e do Departamento de Imprensa em 1943. No ano seguinte sua Sinfonia concertante (Quadro sinfonico) ganhou um concurso da Orquestra Sinfônica Brasileira. Ela entrou para a  Academia Brasileira de Música em 1946, ocupando a cadeira N° 19.
Entre 1955 e a sua aposentadoria em 1973, Cameu serviu como editora de programação na Rádio MEC para o programa Música e Músicos do Brasil. Simultaneamente, lecionou na Escola Nacional de Música e outras organizações cívicas, e realizou catalogação e análise no Museu Nacional. Com o uso de referências bibliográficas e documentos do Museu, Cameu foi capaz de escrever sobre muitos instrumentos indígenas pela primeira vez em português, separando os instrumentos de percussão, de sopro, e cordas As categorias são subdivididas conforme os instrumentos soam e conforme suas partes. Seu estilo de escrever, que propõe que as comparações entre as músicas de cada grupo étnico devem ser concluídas somente após que a música desses grupos étnicos forem compreendidas, foi considerada inovadora para o Brasil.  A etnomusicologista Elizabeth Travassos, que escreveu sobre Cameu em Música da América latina e do Caribe , disse que sua breve referência dentro do livro não poderia "possivelmente fazer justiça à contribuição monumental que ela fez em seu esforço sem precedentes em síntese".

## Publicações
Cameu escreveu artigos sobre música indígena  em revistas como a Revista Brasileira de Cultura, Revista Brasileira de Folclore, Revista do Conservatório Brasileiro de Música, e o Jornal das Letras, entre outras. Seu artigo Apontamentos sobre música indígena  foi publicado em 1950, no jornal Tribuna da Imprensa. Outra importante obra,  Valor histórico de Brasílio Itiberê da Cunha e sua fantasia característica: Um Sertaneja, publicado em 1970 na Revista Brasileira de Cultura. Ela só publicou um livro, Introdução ao estudo da música indígena no Brasil (1977), um dos mais completos estudos realizados sobre a música indígena no país.